# Xiaogang (Kaohsiung)
Xiaogang (chinesisch 小港區, Pinyin Xiǎogǎng qū, taiwanisch: Sió-káng-khu) ist ein Bezirk der regierungsunmittelbaren Stadt Kaohsiung in der Republik China (Taiwan). Die Stadt selbst verwendet die Umschrift Siaogang (Tongyong Pinyin). In Xiaogang befindet sich der internationale Flughafen Kaohsiung (auch: „Flughafen Xiaogang“), Taiwans zweitwichtigster Flughafen.

## Lage und Beschreibung
Der industriell geprägte Bezirk Xiaogang liegt im Süden der Stadt Kaohsiung an der Küste der Taiwanstraße nahe dem Hafen Kaohsiung. Seine Nachbarbezirke sind Qianzhen im Norden, Daliao im Osten und Linyuan im Süden. Xiaogang ist in 43 Viertel (里 lǐ) unterteilt. Mit einer Bevölkerung von 154.685 Einwohnern rangierte es im August 2024 auf Platz 7 unter den 38 Bezirken Kaohsiungs.
In Xiaogang befinden sich die National Kaohsiung University of Hospitality and Tourism und die Open University of Kaohsiung.

## Geschichte

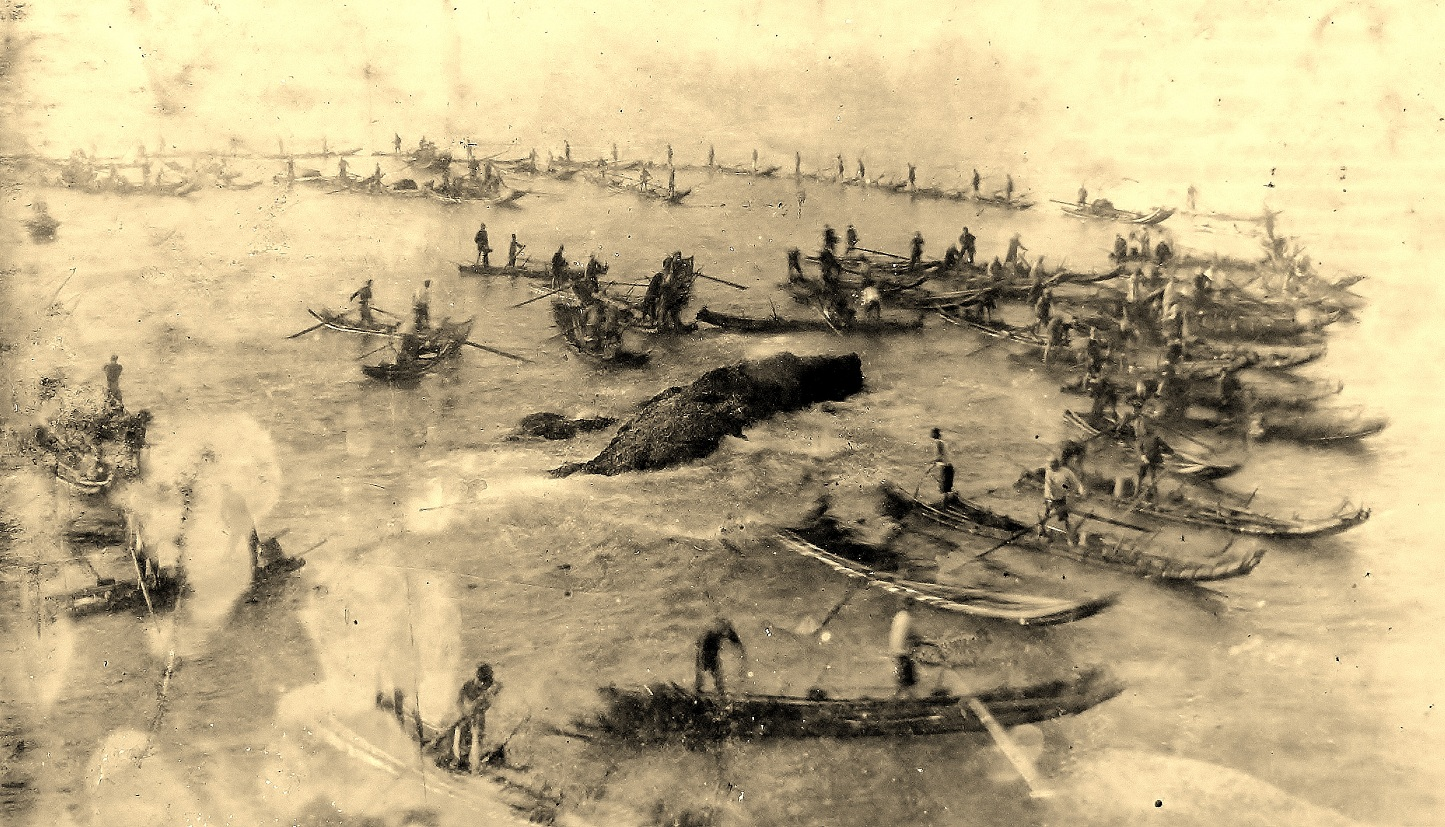
Fischer in Fengbitou in den 1930er Jahren

Zur Zeit ihrer Herrschaft in Südtaiwan errichteten die Niederländer an der Küste des heutigen Xiaogang einen Hafen, den die Chinesen 紅毛港 (Hongmaogang, taiwanisch: Âng-mn̂g-káng), den "Hafen der Rothaarigen' nannten. Die ursprünglich ansässige indigene Bevölkerung wurde durch die chinesische Besiedlung seit dem 17. Jahrhundert verdrängt.
Bis ins 20. Jahrhundert hieß der nahe dem Hafen gelegene Ort 港仔墘 (Gangziqian, taiwanisch: Káng-á-kîⁿ, „Am Hafen“), bis er 1920 zur Zeit der japanischen Herrschaft über Taiwan seinen heutigen Namen Xiaogang (小港, „Kleiner Hafen“, japanisch: Kominato) erhielt. Der südlich gelegene Fischerort Fengbitou (鳳鼻頭) wurde 1979 Xiaogang angegliedert.
Während des Zweiten Weltkriegs wurde Xiaogang wegen seiner industriellen Bedeutung häufig von der amerikanischen Luftwaffe bombardiert. Nach dem Ende der japanischen Herrschaft gehörte Xiaogang zunächst als Landgemeinde (鄉, Xiāng) zum Landkreis Kaohsiung, bis es am 1. Juli 1979 in die Stadt Kaohsiung eingegliedert wurde, die gleichzeitig den Status einer regierungsunmittelbaren Stadt erhielt.
Der alte Hafen Hongmaogang musste im Jahr 2007 dem neuen internationalen Containerterminal des Kaohsiunger Hafens weichen. Er wurde abgetragen, an anderer Stelle wieder aufgebaut und 2012 als Hongmaogang-Kulturpark der Öffentlichkeit zugänglich gemacht.

## Wirtschaft und Verkehr

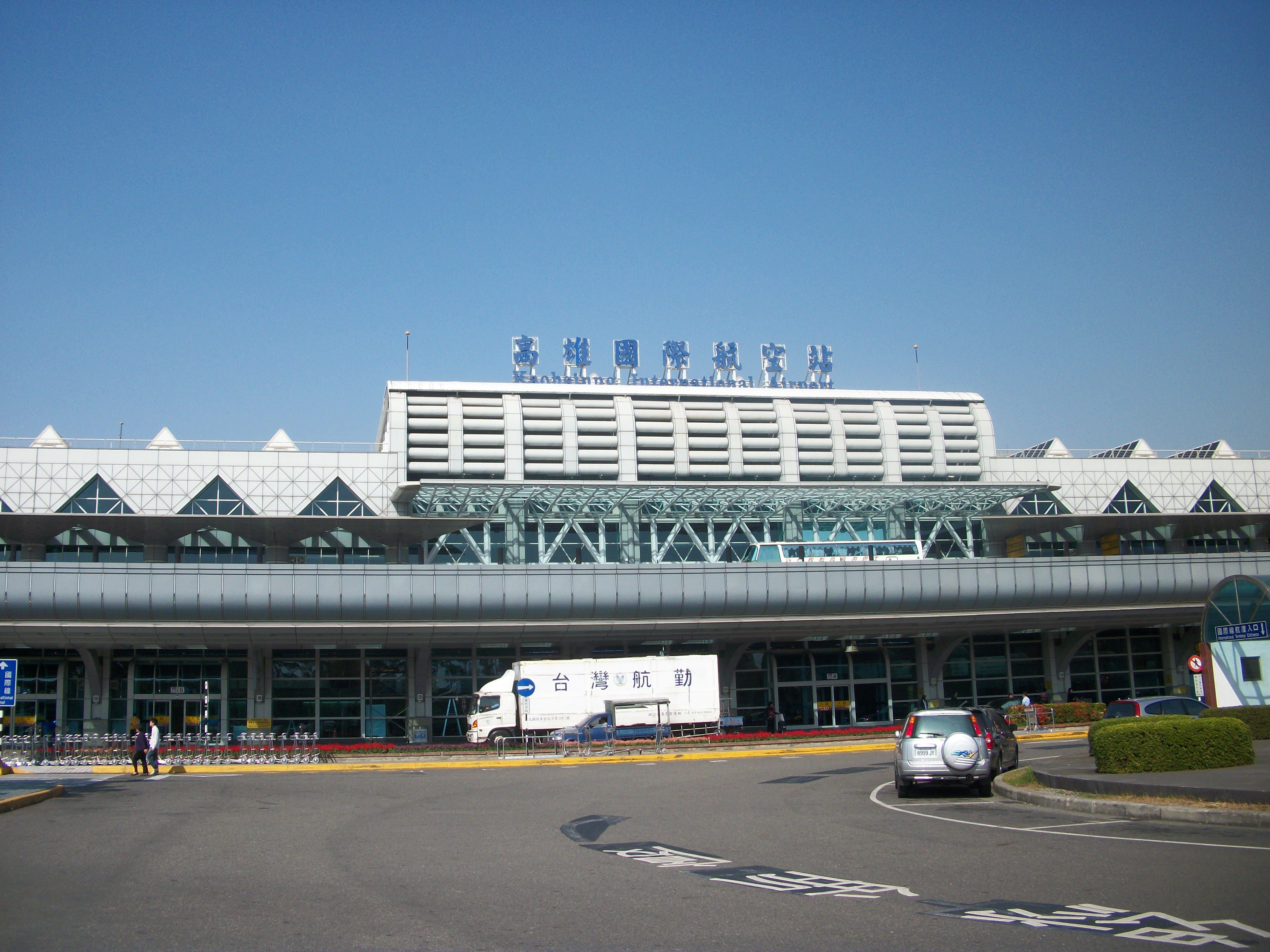
Der Flughafen Kaohsiung

Bis ins 20. Jahrhundert war Xiaogang mit seinem flachen Gelände von Landwirtschaft und Fischerei geprägt. Mit der zunehmenden internationalen Bedeutung des Kaohsiunger Hafens und der Ansiedlung umfangreicher Schwerindustrie während der Industrialisierung Taiwans zur Zeit der japanischen Herrschaft, einhergehend mit einer starken Bevölkerungszunahme, änderte sich der Lokalcharakter erheblich.
Bis heute ist Xiaogang ist ein bedeutendes Zentrum der taiwanischen Schwerindustrie, u. a. durch den Linhai-Industriepark, in dem Firmen wie China Steel, die CSBC Corporation (Schiffsbau) und die CPC Corporation (Öl und Gas) angesiedelt sind. Unweit des Parks befindet sich das Erdgas- und Kohle-Kraftwerk Talin.
Im Süden des Bezirks liegt der Fengshan-Stausee, der eine wichtige Rolle für die städtische und industrielle Wasserversorgung spielt.

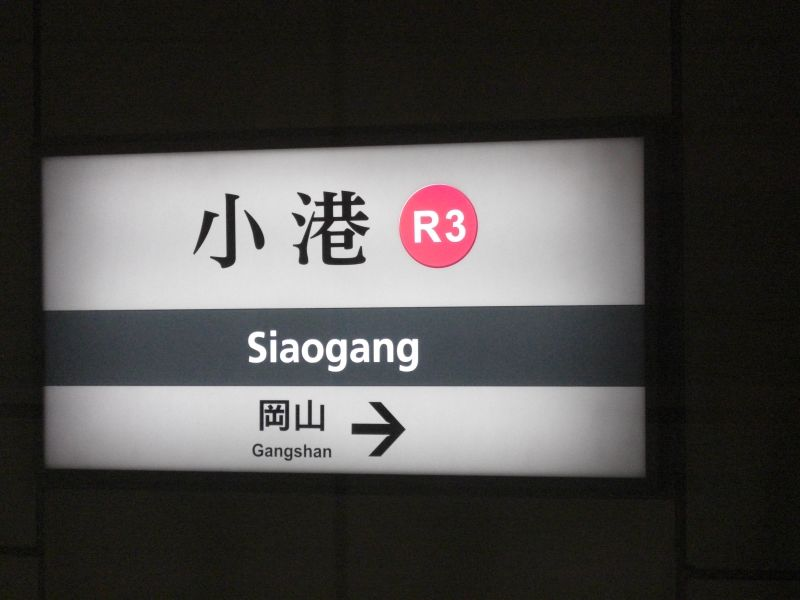
Schild in der Metrostation Siaogang

In Xiaogang endet die Taiwan von Nord nach Süd durchziehende Autobahn Nationalstraße 1. Sie und der nahegelegene Kaohsiunger Hafen dienen dem nationalen wie internationalen Transport der in Xiaogang produzierten Güter. Des Weiteren verläuft durch den Bezirk die Provinzstraße 17.
In Xiaogang gibt es zwei Haltestellen der Roten Linie der Kaohsiunger U-Bahn KMRT, von denen eine am internationalen Flughafen Kaohsiung liegt. Der 1942 von den Japanern als Militärflugplatz erbaute und seit 1965 zivil genutzte Flughafen verfügt über einen internationalen und einen nationalen Terminal. Nach dem Flughafen Taiwan Taoyuan ist der Kaohsiunger Flughafen der zweitbedeutendste Taiwans.

## Kultur und Sehenswürdigkeiten

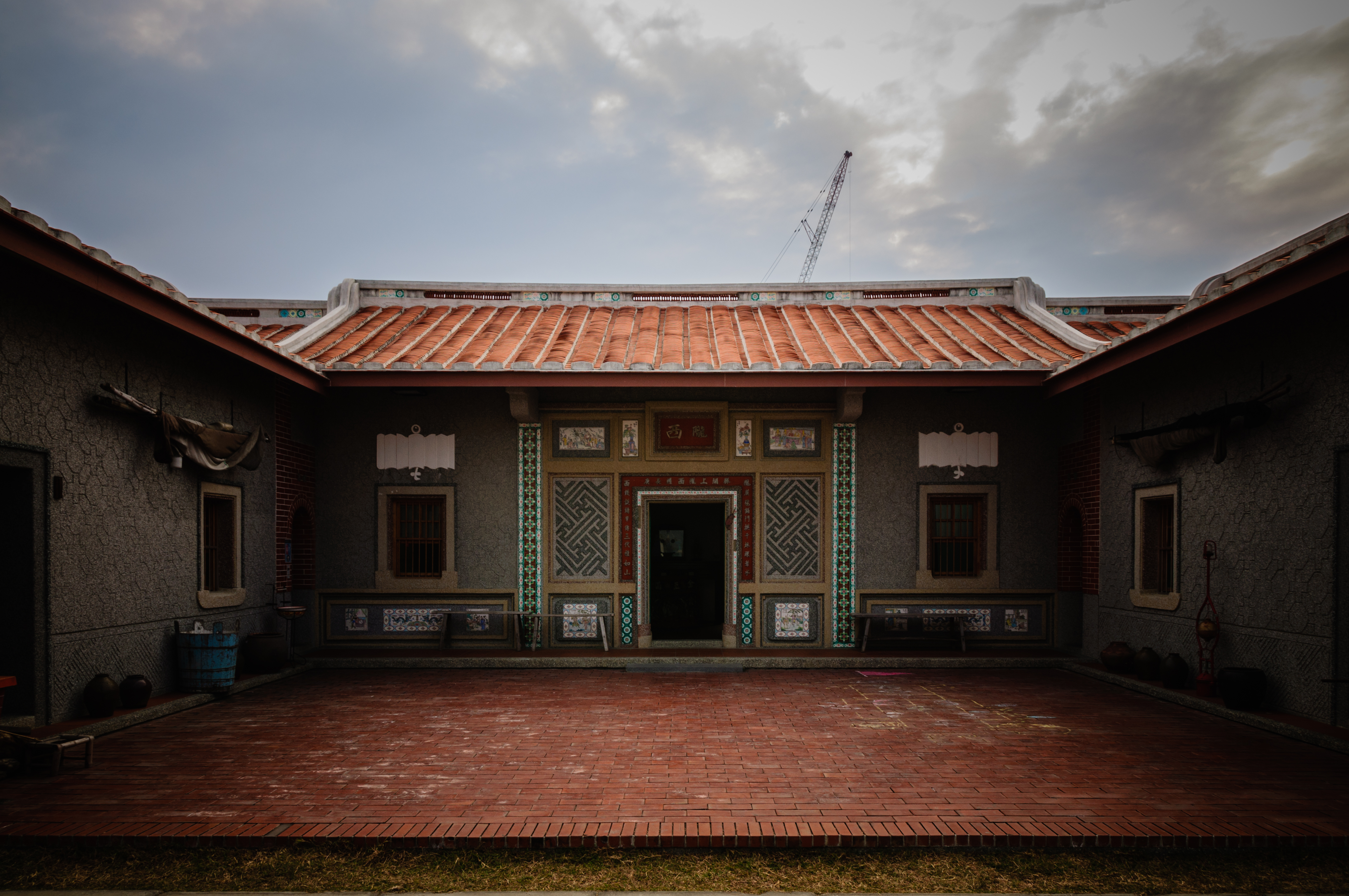
Traditionelles Sanheyuan-Gebäude (Hongmaogang)

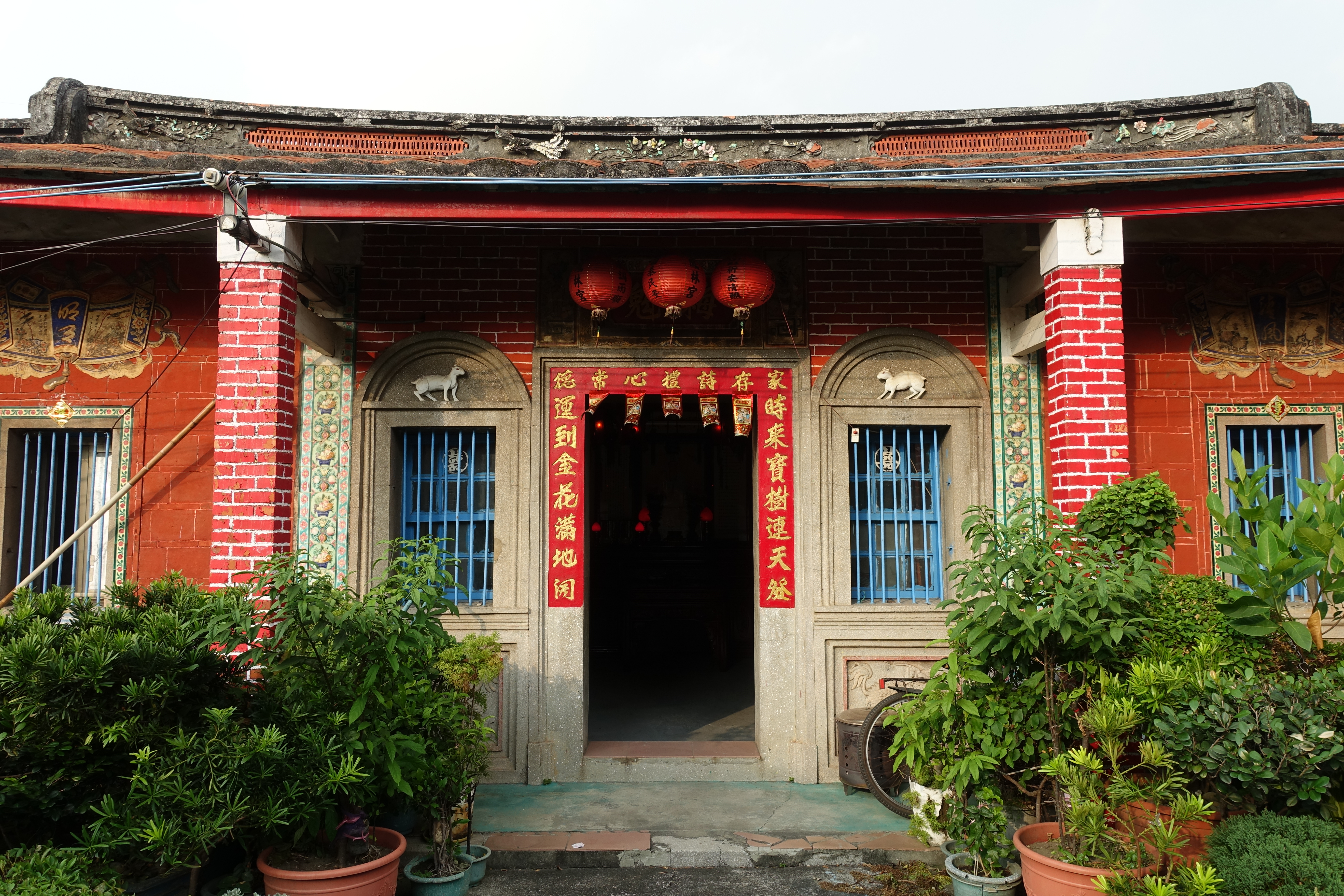
Traditionelles Haus in Dalinpu (Xiaogang)

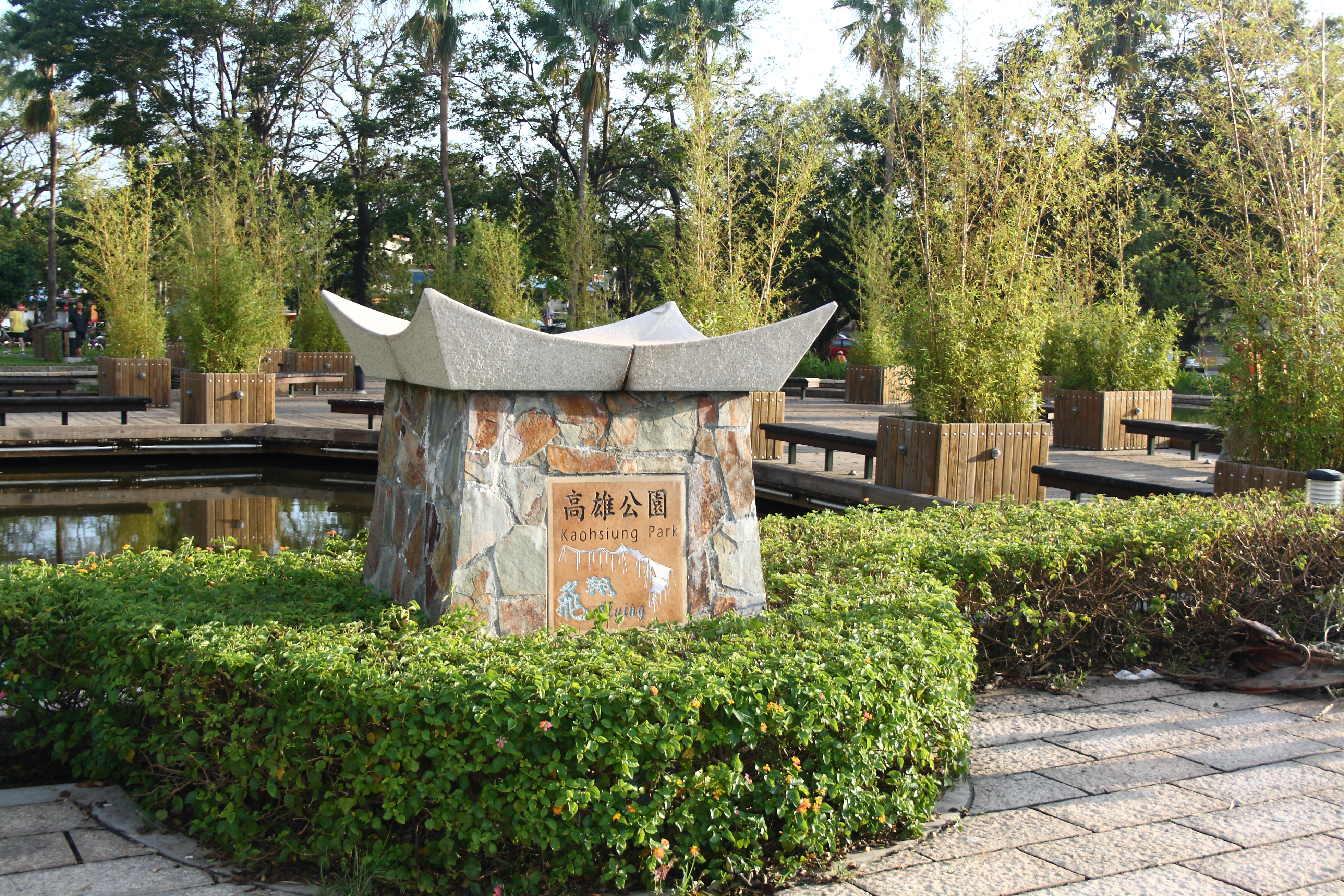
Kaohsiung-Park

Auch wenn Xiaogang nach wie vor ein bedeutender Industriestandort ist, haben sich Lebensqualität und Attraktivität des Bezirks durch Stadtplanung und teilweisen Strukturwandel in neuerer Zeit erhöht.
Von der lokalen Geschichte zeugt der Hongmaogang-Kulturpark (紅毛港文化園區). Hierbei handelt es sich um einen teilweisen Neuaufbau des 2007 aus strukturellen Gründen von seinem ursprünglichen Ort abgetragenen alten Hafens Hongmaogang. Besucher können historische Gebäude besichtigen und die Geschichte Xiaogangs kennenlernen.
In Xiaogang befinden sich mehrere daoistische und buddhistische Tempel sowie christliche Kirchen. Am ältesten ist der 1697 errichtete Tempel Dalinpu Fenglin Gong (大林蒲鳳林宮) im Ortsteil Dalinpu, in dem eine Reihe verschiedener Gottheiten verehrt wird.
Grüne Ausflugsziele sind der Tropisch-Botanische Garten Dapingding (大坪頂熱帶植物園) und der dem Flughafen gegenüberliegende Kaohsiung-Park.